# 奥地利高速铁路
奧地利高速鐵路是指位于奥地利的高速铁路系统，包括既有線升級与新建線。在奧地利高速鐵路上運營的高速列車包括锐捷列车、城际快车 (ICE)，與西部鐵路公司的施泰德KISS系列列車。

## 營運中路線

### 西部铁路
奧地利从首都维也纳到萨尔茨堡郊外阿特南-普赫海姆的西部鐵路。经过已经完成的改造后，该线路允許列车以250km/h的速度在轨道上行驶。 德國鐵路的城际快车在这条线路上的最高运营时速为230km/h。2008年奥地利聯邦鐵路與捷克铁路營運的锐捷列车运营时速亦为230km/h。西部鐵路升級從1990年代開始，1990年林茨 - 韋爾斯路段營運速度升級至200km/h，至2016年伊布斯 - 阿姆施泰滕完成升級，从首都维也纳到萨尔茨堡郊外阿特南-普赫海姆的西部鐵路同样完成升级。
西部鐵路目前計畫包括：林茨 - 韋爾斯路段升級為四線，營運速度升級至230km/h；以及克施滕多夫 - 萨尔茨堡升级。

### 新因河河谷铁路
奥地利高速铁路的第二部分是新因河河谷铁路，开通于2012年12月9日，新因河河谷铁路與因河河谷铁路配合將复线铁路升级为四线铁路，同时列车的營運时速提升至220km/h。作为柏林至巴勒莫铁路轴的一部分，新因河河谷铁路通過56 km（35 mi）的布伦纳基线隧道和德国南部铁路網連接。

## 建設中路線

### 科拉姆铁路
科拉姆铁路是奥地利第一条新建的高速铁路线，路線包括一条33公里的新隧道（科拉姆隧道），连接克拉根福和格拉茨。计划最初是为貨物的多式聯運而建设，但后来计划方案修改，也允许旅客列车通过，旅客列车在这段铁路的运营时速为250km/h。 建成后旅客列车行驶时间将大大缩短。例如，从克拉根福到格拉茨将会从以前的3小时缩短到1小时，路線自2001年开始建设，部分路段已完工，全線預計於2025年完工。

### 馬爾歇格東部铁路
馬爾歇格東部鐵路是奥地利通往斯洛伐克的铁路线，奥地利正在將其雙軌化、電氣化和高速化，初步計劃預計在2023年完工，預計營運时速200km/h，2022年8月奥地利聯邦鐵路申請維也納和布拉迪斯拉发之間9對锐捷列车和欧城列车的營運，計劃於2024年9月1日開始運營。

### 波滕多夫铁路
波滕多夫铁路連接維也納和維也納新城，計劃於2023年完全複線化，以減輕維也納和維也納新城之間繁忙的南部鐵路的負擔，預計營運时速200km/h。

### 塞默林基線隧道
塞默林基線隧道為南部鐵路的升級計畫，總長27.3公里，預計營運时速200km/h，旨在繞過塞默林铁路，預計可節省維也納和南部城市格拉茨、克拉根福之間最多30分鐘的旅程時間，預計在2028年完工。

## 列表

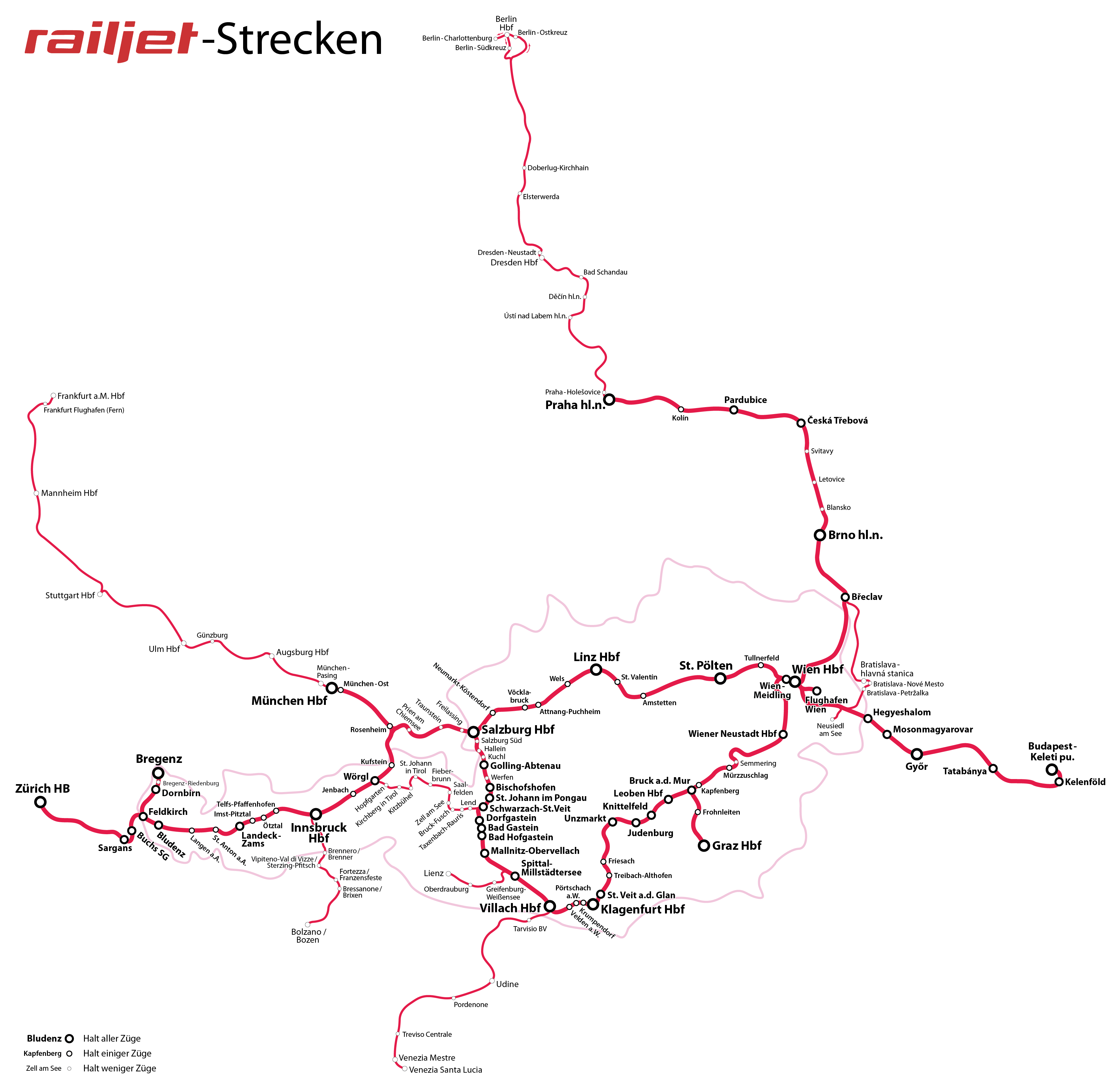
锐捷列车營運路線圖

| 线路             | 營運时速 (km/h) | 高速化长度 (km) | 开始建设时间 | (预计)投入运营时间 |
| ---------------- | --------------- | --------------- | ------------ | ------------------ |
| 西部铁路         | 200~230         | 218             | 1987         | 1990~2016，分段    |
| 新因河河谷铁路   | 220             | 40.236          | 未知         | 2012/12/9          |
| 馬爾歇格東部鐵路 | 200             | 38              | 2016         | 2023               |
| 波滕多夫铁路     | 200             | 47              | 未知         | 2023               |
| 科拉姆铁路       | 250             | 125             | 2001         | 2005~2025，分段    |
| 塞默林基線隧道   | 230             | 27.3            | 2012         | 2028               |
| 布伦纳基线隧道   | 250             | 56              | 2006         | 2032               |

## 引用
1. ↑  . Austria Presse Agentur.   [2015-03-28]. （原始内容存档于2009-04-22）.
2. 1 2  : 32.   [2023-01-01]. （原始内容存档 (PDF)于2022-09-05） （英语）.
3. ↑  . Sueddeutsche Zeitung. 2007-07-12  [2019-02-23]. （原始内容存档于2008-05-23） （德语）.
4. ↑  Müller-Meiningen, Julius. . Sueddeutsche Zeitung. 2008-04-30  [2019-02-23]. （原始内容存档于2008-05-23） （德语）.
5. ↑  red, steiermark ORF at/Agenturen. . steiermark.ORF.at. 2021-02-18  [2023-01-02]. （原始内容存档于2022-07-02） （德语）.